# Vittima e omicida
Vittima e omicida (Cries Unheard: The Donna Yaklich Story) è un film per la televisione del 1994 diretto da Armand Mastroianni.

## Trama
Un giorno, Donna Yaklich, incontra un poliziotto, Dennis, con il quale nascerà una romantica storia d'amore.
Ma Dennis, ossessionato con la muscolatura e i suoi steroidi diventa aggressivo e Donna decide così di lasciarlo. Lui però non lo accetta e farà di tutto per riaverla.